# Mount Morrison, Viktorias land
Mount Morrison är ett berg i Antarktis. Det ligger i Östantarktis. Nya Zeeland gör anspråk på området. Toppen på Mount Morrison är 1 895 meter över havet, eller 787 meter över den omgivande terrängen. Bredden vid basen är 9,1 km.
Terrängen runt Mount Morrison är huvudsakligen kuperad, men åt sydost är den bergig. Trakten är obefolkad. Det finns inga samhällen i närheten.